# サッカーモンゴル国代表
サッカーモンゴル代表（サッカーモンゴルだいひょう、モンゴル語:Монголын хөлбөмбөгийн үндэсний шигшээ баг）は、モンゴル国サッカー連盟（MFF）によって構成される、モンゴルのサッカーのナショナルチームである。
ホームスタジアムは、首都ウランバートルにあるMFFフットボールセンター。アジアサッカー連盟（AFC）および東アジアサッカー連盟（EAFF）所属。

## 歴史
サッカー弱小国の1つに数えられ、2010年時点ではグアム、マカオ、北マリアナ諸島から勝ち星を挙げたのみであった。2011年にはフィリピンおよびミャンマーからも勝ち星を上げている。
2019年6月に実施された2022 FIFAワールドカップのアジア1次予選では、ブルネイに2試合合計3-2（ホーム2-0・アウェー1-2）で勝利、ワールドカップ予選として同代表初めてとなる上位ラウンド進出を果たした。初出場となったアジア2次予選では、初戦でミャンマーをホームで1-0で下して2次予選初勝利を挙げた。また、日本代表と同組になり、2019年10月10日に行われたアウェー戦では0-6で敗れ、コロナ禍での無観客開催（フクダ電子アリーナ）となった、2021年3月30日の試合では0-14で大敗している。
2021年4月8日 新監督に間瀬秀一を招へいした事を発表した。契約は2023年までで、U-23モンゴル代表監督も兼任するという。間瀬は元日本代表監督のイビチャ・オシムがジェフ千葉を指揮していた時代に、通訳を務めていたことでも知られる。しかし、同年12月16日に眼の病気で退任した。後任には2013年に高校サッカー選手権で、富山第一を優勝に導いた大塚一朗が就任した。

## 成績

### FIFAワールドカップ
- 1962年 - 不参加
- 1966年 - 不参加
- 1970年 - 不参加
- 1974年 - 不参加
- 1978年 - 不参加
- 1982年 - 不参加
- 1986年 - 不参加
- 1990年 - 不参加
- 1994年 - 不参加
- 1998年 - 不参加
- 2002年 - 予選敗退
- 2006年 - 予選敗退
- 2010年 - 予選敗退
- 2014年 - 予選敗退
- 2018年 - 予選敗退
- 2022年 - 予選敗退
- 2026年 - 予選敗退

### AFCアジアカップ
- 1960年 - 不参加
- 1964年 - 不参加
- 1968年 - 不参加
- 1972年 - 不参加
- 1976年 - 不参加
- 1980年 - 不参加
- 1984年 - 不参加
- 1988年 - 不参加
- 1992年 - 不参加
- 1996年 - 不参加
- 2000年 - 予選敗退
- 2004年 - 予選敗退
- 2007年 - 不参加
- 2011年 - 不参加
- 2015年 - 予選敗退
- 2019年 - 予選敗退
- 2023年 - 予選敗退
- 2027年 - 予選敗退

### AFCチャレンジカップ
| 開催年 | 結果     | 試合     | 勝利     | 引分     | 敗戦     | 得点     | 失点     |          |
| ------ | -------- | -------- | -------- | -------- | -------- | -------- | -------- | -------- |
| 2006   | 不参加   | 不参加   | 不参加   | 不参加   | 不参加   | 不参加   | 不参加   | 不参加   |
| 2008   | 不参加   | 不参加   | 不参加   | 不参加   | 不参加   | 不参加   | 不参加   | 不参加   |
| 2010   | 予選敗退 | 予選敗退 | 予選敗退 | 予選敗退 | 予選敗退 | 予選敗退 | 予選敗退 | 予選敗退 |
| 2012   | 予選敗退 | 予選敗退 | 予選敗退 | 予選敗退 | 予選敗退 | 予選敗退 | 予選敗退 | 予選敗退 |
| 2014   | 予選敗退 | 予選敗退 | 予選敗退 | 予選敗退 | 予選敗退 | 予選敗退 | 予選敗退 | 予選敗退 |
| 合計   | 0/5      | 0        | 0        | 0        | 0        | 0        | 0        |          |

### EAFF E-1サッカー選手権
| 開催年 | 結果     | 試合     | 勝利     | 引分     | 敗戦     | 得点     | 失点     |
| ------ | -------- | -------- | -------- | -------- | -------- | -------- | -------- |
| 2003   | 予選敗退 | 予選敗退 | 予選敗退 | 予選敗退 | 予選敗退 | 予選敗退 | 予選敗退 |
| 2005   | 予選敗退 | 予選敗退 | 予選敗退 | 予選敗退 | 予選敗退 | 予選敗退 | 予選敗退 |
| 2008   | 予選敗退 | 予選敗退 | 予選敗退 | 予選敗退 | 予選敗退 | 予選敗退 | 予選敗退 |
| 2010   | 予選敗退 | 予選敗退 | 予選敗退 | 予選敗退 | 予選敗退 | 予選敗退 | 予選敗退 |
| 2013   | 出場停止 | 出場停止 | 出場停止 | 出場停止 | 出場停止 | 出場停止 | 出場停止 |
| 2015   | 予選敗退 | 予選敗退 | 予選敗退 | 予選敗退 | 予選敗退 | 予選敗退 | 予選敗退 |
| 2017   | 予選敗退 | 予選敗退 | 予選敗退 | 予選敗退 | 予選敗退 | 予選敗退 | 予選敗退 |
| 2019   | 予選敗退 | 予選敗退 | 予選敗退 | 予選敗退 | 予選敗退 | 予選敗退 | 予選敗退 |
| 2022   | 不参加   | 不参加   | 不参加   | 不参加   | 不参加   | 不参加   | 不参加   |
| 2025   | 予選敗退 | 予選敗退 | 予選敗退 | 予選敗退 | 予選敗退 | 予選敗退 | 予選敗退 |
| 合計   | 0/9      | 0        | 0        | 0        | 0        | 0        | 0        |

### AFCソリダリティーカップ
| 開催年 | 結果               | 試合 | 勝利 | 引分 | 敗戦 | 得点 | 失点 |
| ------ | ------------------ | ---- | ---- | ---- | ---- | ---- | ---- |
| 2016   | グループリーグ敗退 | 3    | 1    | 0    | 2    | 3    | 5    |
| 合計   | 1/1                | 3    | 1    | 0    | 2    | 3    | 5    |

## 歴代監督
- 間瀬秀一 2021
- 大塚一朗 2021-

## 歴代選手
- ガリドマグナイ・バヤスガラン 2003-2019
- ムルン・アルタンホヤグ 2007-
- ガンボルド・ガンバヤル 2021-